# Państwo-gospodarz
Państwo-gospodarz (ang. host nation, lub HN) – państwo przyjmujące obce wojska w ramach programu HNS, prowadzonego przez NATO.

## Wsparcie przez państwo-gospodarza HNS
Host Nation Support oznacza cywilną i wojskową pomoc, świadczoną w okresie pokoju, kryzysu i wojny przez państwo-gospodarza dla sił sojuszniczych i organizacji NATO, które są rozmieszczone na jego terytorium, lub przemieszczają się przez nie. Podstawą takiej pomocy są zapisy wynikające z bilateralnych i wielostronnych porozumień pomiędzy NATO a państwem-gospodarzem.
Państwo wysyłające (SN) zajmuje się przerzutem wojsk, jego zaopatrzeniem oraz zasilaniem. Państwo przyjmujące (HN) bierze na siebie odpowiedzialność za transport, kontrolę ruchu, obsługę i serwis, magazynowanie, oraz dostarczenie wody, paliwa i żywności. Ponadto, państwo przyjmujące wyznacza, zależnie od potrzeb, miejsce składowania lub stacjonowania, lub obszar odpowiedzialności dla obcych wojsk.

## Usługi realizowane w ramach wsparcia
W ramach wsparcia przez państwo-gospodarza wojska mogą korzystać z:
- lotniczych i morskich portów wyładowania i załadowania
- usług w portach lotniczych i morskich (urządzenia portowe, obsługa, place, magazyny, ochrona, naprawy ekspresowe, remont uszkodzonych lotnisk)
- dostaw amunicji, a także: udostępnianie magazynów amunicyjnych, transportu do przewozu amunicji, obsługiwanie materiałów wybuchowych
- cywilnej siły roboczej (zespoły pracowników wykwalifikowanych i niewykwalifikowanych)
- łączności (środki łączności, personel)
- usług budowlanych (montaż konstrukcji, odbudowa obiektów, w tym i infrastruktury transportowej, budowa mostów)
- usług pomocniczych (zakwaterowanie, administracja, magazynowanie)
- dostaw paliw płynnych, a także: składów paliwowych, rurociągów paliwowych, usług laboratoryjnych
- remontu uzbrojenia i sprzętu wojskowego, w tym także ewakuacji ratownictwa technicznego
- pomocy medycznej (szpitale, ewakuacja medyczna, pomoc w nagłych wypadkach)
- usług prasowych oraz zabezpieczenia przyjmowania delegacji (baza hotelowa i gastronomiczna, transport, przewodnicy, łączność)
- usług na rzecz jeńców i osób internowanych
- zapewnienia bezpieczeństwa w obszarze tyłowym (wydzielenie personelu do ochrony)
- rejonów do ześrodkowania wojsk oraz wsparcia w tym zakresie (magazynowanie zapasów, pomoc w rozliczeniach finansowych za świadczone usługi)
- zaopatrzenia i usług gospodarczo-bytowych (dostawy żywności, wody, zakwaterowanie, łaźnie, pralnie, odpoczynek, rekreacja i rehabilitacja, ochrona osobista)

## Podstawy prawne
Podstawą prawną w prawie międzynarodowym jest artykuł piąty Traktatu Waszyngtońskiego, przyjętego 4 kwietnia 1949 roku w Waszyngtonie, który mówi, iż strony zgadzają się, że zbrojna napaść na jedną z nich w Europie lub Ameryce Północnej będzie uznana za napaść przeciwko nim wszystkim i dlatego zgadzają się, że jeżeli taka zbrojna napaść nastąpi, to każda z nich, w ramach wykonywania prawa do indywidualnej lub zbiorowej samoobrony, uznanego na mocy artykułu 51 karty Narodów Zjednoczonych, udzieli pomocy stronie lub stronom napadniętym, podejmując niezwłocznie samodzielne, jak i w porozumieniu z innymi stronami działania, jakie uzna za konieczne, łącznie z użyciem siły zbrojnej, w celu przywrócenia i utrzymania bezpieczeństwa regionu północnoatlantyckiego.
Podstawą prawną w prawie polskim jest Ustawa z 17 grudnia 1998 o zasadach użycia lub pobytu Sił Zbrojnych Rzeczypospolitej Polskiej poza granicami państwa (Dz.U. z 2021 r. poz. 396) oraz Ustawa z 23 września 1999 r. o zasadach pobytu wojsk obcych na terytorium Rzeczypospolitej Polskiej oraz zasadach ich przemieszczania się przez to terytorium (Dz.U. z 2023 r. poz. 807).
Jeżeli okres pobytu obcych wojsk na terenie Polski nie przekracza 3 miesięcy, stosowną decyzję wydaje Minister Obrony Narodowej. Jeżeli okres ten jest dłuższy, decyzję wydaje Rada Ministrów.
Na mocy porozumień międzynarodowych (Umowa sporządzona w Londynie 19 czerwca 1951 Dz.U. z 2000 r. nr 21, poz. 257, Protokół sporządzony w Paryżu 28 sierpnia 1952 Dz.U. z 2000 r. nr 64, poz. 746), wojska sojusznicze, korzystające z gościny państwa-gospodarza, nie podlegają obowiązkowi paszportowemu. Nie podlegają również przepisom dotyczących rejestracji cudzoziemców, ale też nie uzyskują prawa do stałego pobytu na terenie tego państwa. Wymagane dokumenty to dowód tożsamości, wydany w kraju pochodzenia, oraz indywidualny lub zbiorowy rozkaz wyjazdu. Obce wojska podlegają kontroli Polskiej Straży Granicznej przy przekraczaniu granicy.